# Stazione meteorologica di Gorgona
La stazione meteorologica di Gorgona è la stazione meteorologica di riferimento per il Servizio Meteorologico dell'Aeronautica Militare e per l'Organizzazione Meteorologica Mondiale relativa all'Isola di Gorgona.

## Storia
La stazione meteorologica venne attivata come stazione meteomarina e termopluviometrica nel 1913 presso il semaforo marittimo della Regia Marina, sulla sommità dell'isola.
Successivamente, la stazione entrò a far parte della rete di stazioni del Servizio Meteorologico dell'Aeronautica Militare, per cui ha svolto anche funzioni di assistenza alla navigazione aerea fino al 1975, anno durante il quale venne decisa la definitiva dismissione della stazione meteorologica presidiata.
Dopo due decenni privi di registrazioni meteorologiche, il servizio agrometeorolgico dell'ARSIA della Regione Toscana decise di attivare sull'isola una nuova stazione meteorologica automatica che entrò in funzione, in una diversa ubicazione, a partire dal 24 aprile 1998.
Nel nuovo millennio, invece, il Servizio Meteorologico dell'Aeronautica Militare ha provveduto all'attivazione di una stazione automatica DCP presso il semaforo marittimo.

## Caratteristiche
La stazione meteorologica si trova nell'Italia centrale, in Toscana, nel comune di Livorno, sull'Isola di Gorgona, a 254 metri s.l.m. e alle coordinate geografiche 43°25′41.49″N 9°53′38.4″E. L'ubicazione si trova presso il rilievo più elevato dell'isola, dove si trovava l'Osservatorio, presidiato fino al 1975, nel luogo in cui sorge anche il dismesso semaforo dell'isola di Gorgona. La stazione dell'Aeronautica Militare attualmente è di tipo automatico, il cui funzionamento avviene anche senza la presenza di operatori grazie ad una serie di speciali sensori che permettono la registrazione dei dati relativi ai vari parametri, la conseguente emissione del relativo bollettino e il suo invio sulla rete Global Telecomunication System attraverso un centro di raccolta dati che li riceve direttamente dal Meteosat: tali caratteristiche la includono tra le Data Collection Platform (DCP).
La stazione meteorologica del servizio agrometeorologico dell'ARSIA Regione Toscana si trova invece ad un'altezza di 230 metri s.l.m. e alle coordinate geografiche 43°25′52.71″N 9°54′00″E.

## Medie climatiche ufficiali

### Dati climatologici 1951-1980
In base alla media del periodo 1951-1980, non dissimile a quella del trentennio di riferimento climatico 1961-1990, la temperatura media del mese più freddo, febbraio, si attesta a +8,3 °C; quella del mese più caldo, luglio, è di +22,1 °C. Il valore medio annuo di 14,6 °C è influenzato dall'altitudine di poco superiore ai 250 metri s.l.m..
Le precipitazioni medie annue sono di 567 mm distribuiti in 64 giorni, con fase siccitosa tra primavera ed estate e picco massimo in autunno: il mese di settembre è quello che mediamente fa registrare il maggiore accumulo per ogni evento precipitativo.
| Gorgona (1951-1980) | Mesi | Mesi | Mesi | Mesi | Mesi | Mesi | Mesi | Mesi | Mesi | Mesi | Mesi | Mesi | Stagioni | Stagioni | Stagioni | Stagioni | Anno  |
| Gorgona (1951-1980) | Gen  | Feb  | Mar  | Apr  | Mag  | Giu  | Lug  | Ago  | Set  | Ott  | Nov  | Dic  | Inv      | Pri      | Est      | Aut      | Anno  |
| ------------------- | ---- | ---- | ---- | ---- | ---- | ---- | ---- | ---- | ---- | ---- | ---- | ---- | -------- | -------- | -------- | -------- | ----- |
| T. max. media (°C)  | 10,1 | 9,9  | 11,6 | 14,6 | 17,5 | 21,2 | 24,7 | 24,6 | 22,0 | 17,8 | 13,9 | 11,0 | 10,3     | 14,6     | 23,5     | 17,9     | 16,6  |
| T. min. media (°C)  | 7,1  | 6,6  | 7,9  | 10,2 | 13,2 | 16,6 | 19,5 | 19,5 | 17,7 | 14,2 | 10,8 | 8,0  | 7,2      | 10,4     | 18,5     | 14,2     | 12,6  |
| Precipitazioni (mm) | 48,8 | 48,5 | 38,8 | 33,8 | 35,0 | 20,2 | 8,3  | 13,7 | 62,7 | 80,8 | 97,8 | 78,7 | 176,0    | 107,6    | 42,2     | 241,3    | 567,1 |
| Giorni di pioggia   | 7    | 6    | 6    | 6    | 5    | 3    | 1    | 2    | 3    | 7    | 9    | 9    | 22       | 17       | 6        | 19       | 64    |